# 巨蟹座55b
巨蟹座55b(有时也被称为巨蟹座55Ab，以区别于恒星巨蟹座55B)是一颗环绕类似太阳的恒星巨蟹座55A运转的系外行星，其轨道周期为14.65地球日。它是距其母星第二近的行星，是热木星的典型代表。该行星于1996年由杰弗里·马西和R·保罗·巴特尔发现，是第四颗被发现的系外行星。

## 发现
和大多数系外行星一样，科学家是通过测定由于行星引力引起的恒星径向速度而发现这颗行星的，在测定巨蟹座55A光谱的多普勒频移之后，科学家发现了周期为15地球日的扰动现象。该发现与仙女座υ星最内层行星、牧夫座T的行星的发现一同于1996年对外公布。
即使抵消质量至少为木星质量的78%的内层行星的影响，中央恒星仍然表现出径向速度的位移，据此科学家最终在2002年发现了外层行星巨蟹座55d。

## 轨道和质量
巨蟹座55b的轨道周期极短，约为14地球日，只是仍长于飞马座51b4地球日的轨道周期。如此短的轨道周期表明该行星很接近于与巨蟹座55c的1:3轨道共振状态。但是在牛顿力学模型中对该行星特性进行的研究表明尽管其轨道周期十分接近于这个比率，但是事实上这两颗行星并未真正处于轨道共振状态。
由于径向速度法的局限性，科学家只能据此得知该行星的质量下限。哈勃空间望远镜所作的天体测量这颗行星与天球切面的夹角约为53°。科学家预测该行星系中的各行星的轨道是共面的。如果此预测无误，那么该行星的真实质量就为1.03倍木星质量。

## 物理特性
巨蟹座55b的质量较大，所以它可能属于类木行星，从而并不拥有固体表面。同时由于科学家只能间接的探测该行星，所以至今还不知道其半径、物质构成和表面温度。如果该行星的物质构成和木星类似，且其环境接近于化学平衡，那么其大气层上层就可能较为清澈，主要的吸收光谱也是碱金属光谱。
科学家预计该行星不大可能拥有大型卫星，因为如果存在大型卫星的话，那么在从该系统形成至今的漫长时间里，巨蟹座55b的潮汐引力也早就将它们抛离轨道，或是摧毁它们。